# Willem de Vries (genealoog)
Willem de Vries (Arnhem, 14 december 1908 – Vught, 27 november 1977) was van beroep rechter en werd later een bekend genealoog. Tussen 1960 en 1976 bracht De Vries als genealoog ruim honderd publicaties op zijn naam uit in uitgaven als: De Nederlandsche Leeuw, De Brabantse Leeuw, Gens Nostra, Jaarboek van het Centraal Bureau voor Genealogie (CBG) en Mensen van Vroeger.

## Levensloop

### Jeugd en studie
De Vries werd geboren te Arnhem in een redelijk welvarend en doopsgezind gezin. Zijn vader was werkzaam als conrector van het Stedelijk Gymnasium Arnhem, terwijl zijn moeder uit een bekende rechtsfamilie kwam. Ook De Vries zelf was succesvol tijdens zijn schooljaren. Zo rondde hij het gymnasium af en begon hij in 1927 aan een studie rechten te Leiden, waarna hij in 1932 aan een loopbaan bij het Openbaar Ministerie in Arnhem begon.

### Loopbaan tijdens de Tweede Wereldoorlog
Tijdens de oorlogsjaren timmerde De Vries behoorlijk aan de weg en wist hij zijn succes een vervolg te geven bij het Openbaar Ministerie. Zo werd hij in 1942 benoemd tot substituut-officier van justitie. Twee jaar later wist hij een heldenrol te vervullen door velen uit handen van de bezetter te houden. Dit deed hij in de functie van waarnemend advocaat-generaal bij het economisch gerechtshof in Nijmegen. Tot slot volgde in 1945 zijn benoeming tot waarnemend substituut-officier in Zutphen.

### Carrière bij Defensie
Mede door zijn functioneren tijdens de oorlog werd De Vries door de commandant van het Militair Gezag in Arnhem benoemd tot lid van de commissie van advies voor de zuivering van het personeel van het gemeentelijk politiekorps in Arnhem, en daarnaast werd hij auditeur-militair bij de Krijgsraad te Velde van de bevelhebber der Nederlandse Binnenlandse Strijdkrachten. Tot 1954 was hij in de rang van reservemajoor auditeur-militair bij de Krijgsraad te Velde-Oost van de Generale Staf en van het Militair Gezag.

### Gerechtshof van 's-Hertogenbosch en de passie voor genealogie
In het jaar 1954 verliet De Vries Gelderland en werd hij benoemd tot advocaat-generaal van het Gerechtshof 's-Hertogenbosch. Hij combineerde vele werkzaamheden: zo wist hij, naast zijn drukke schema's bij het gerechtshof, in 1960 te promoveren in Leiden in de rechtsgeleerdheid met zijn proefschrift getiteld: De opkomst van Zutphen. Na de benoeming aan het gerechtshof van 's-Hertogenbosch, ontstond bij De Vries ook toenemende belangstelling voor onder andere rechtshistorie, geschiedenis en genealogie. Hij hield zich vooral bezig met genealogie, en in het bijzonder met protestantse families in Noord-Brabant. In 1968 werd De Vries, die op dat moment raadsheer bij het gerechtshof was en tegelijkertijd lid van het ambtenarengerecht, daarom gevraagd door het bestuur van de Maatschappij van Welstand om een gedenkboek te schrijven ter gelegenheid van het 150-jarig bestaan van Welstand, dat in 1822 was opgericht om de met maatschappelijke ondergang bedreigde protestanten en hun gemeenten in Brabant staande te houden. In 1972, het jaar dat de Welstand daadwerkelijk 150 jaar bestond, werd het gedenkboek uitgegeven als deel XXIII in de Bijdragen tot de geschiedenis van Zuid-Nederland. Met deze uitgave, die tevens diende als proefschrift (150 jaar Welstand), wist De Vries, op 6 september van datzelfde jaar, in Tilburg te promoveren tot doctor in de sociale wetenschappen bij prof. dr. H.F.J.M. van den Eerenbeemt. Het was zijn tweede promotie, voor de tweede keer cum laude.
Vanwege zijn grote belangstelling voor de genealogie was De Vries regelmatig, voordat hij naar het gerechtshof ging, aanwezig in het rijksarchief van Den Bosch. Dit was goed mogelijk, aangezien het paleis van justitie maar 400 meter van het rijksarchief lag, dat toen nog onderdeel van het provinciehuis was. Naast de bezoeken aan het archief had De Vries ook veel contact met beroepsgenealogen en wist hij in zijn vrijetijd op deze manieren veel genealogische gegevens in handen te krijgen. Hij publiceerde uiteindelijk ruim honderd genealogische stukken.

## Overlijden
Op 5 maart 1977 werd De vries vicepresident van het gerechtshof en was hij tevens voorzitter van de stichting Bossche Monumentenzorg. Een kleine negen maanden na zijn benoeming als vicepresident overleed hij plotseling op 70-jarige leeftijd. Zijn echtgenote stelde na zijn overlijden alle genealogische gegeven beschikbaar aan het CBG.

## Trivia
- In 1969 wist De Vries met een genealogisch onderzoek de identiteit van Geuze Els te achterhalen. Het desbetreffende artikel werd gepubliceerd in het Jaarboek Centraal Bureau voor Genealogie, deel XXIII  (Nakomelingen van de beroemde "Geuze els").